# Fuga en sol menor, BWV 131a
Fuga en sol menor, BWV 131a, es una pieza de música para órgano atribuida a Johann Sebastian Bach. Es una transcripción del último movimiento de su cantata Aus der Tiefen rufe ich, Herr, zu dir, BWV 131. La cantata es definitivamente de Bach, mientras que el arreglo para órgano es considerado por algunos expertos (desde Philipp Spitta en adelante) como espuria. La versión de órgano probablemente se originó después de la cantata, que fue compuesta en 1707.

## Relación con la cantata
La tonalidad de sol menor, a veces asociada a la tristeza, se utiliza mucho en la cantata, que ambienta el Salmo 130, uno de los salmos penitenciales.[cita requerida]

### Partitura de la cantata
En la cantata, la fuga (una fuga de permutación) la canta el coro.[cita requerida] La partitura de la cantata no presenta una parte de órgano como tal.[cita requerida] Sin embargo, la partitura para el conjunto instrumental incluye una parte de bajo continuo (para la que se proporciona un bajo cifrado), y es posible que Bach pretendiera que se tocara en el órgano. Ton Koopman, por ejemplo, en su grabación de esta cantata utiliza órgano continuo.[cita requerida]

## Publicación
La pieza fue publicada en 1891 en la Bach Gesellschaft Ausgabe, la primera edición completa de las obras del compositor. Fue editada por Ernst Naumann.